# St. Georg (Hattingen)

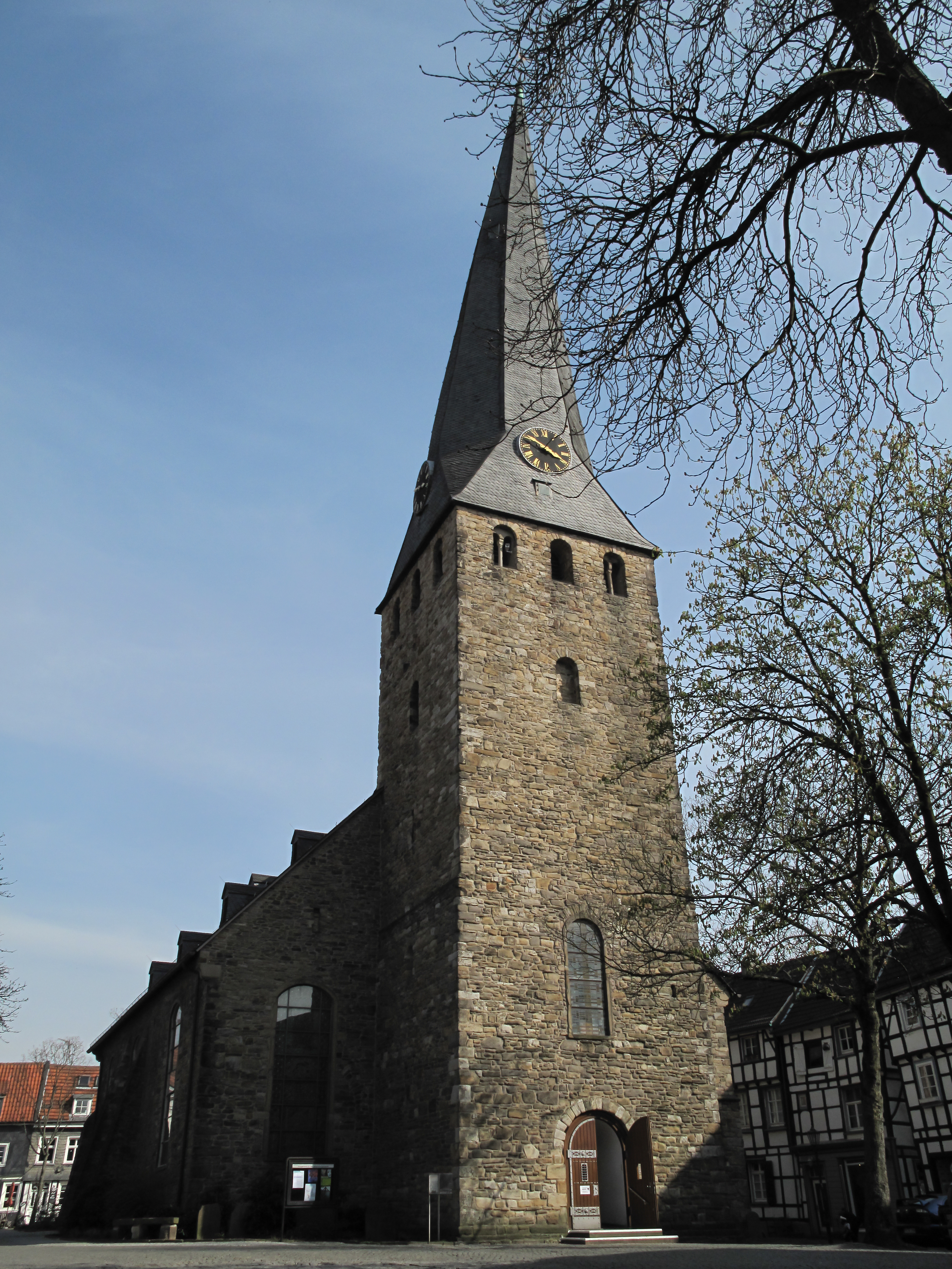
St. Georg vom westlichen Kirchplatz aus

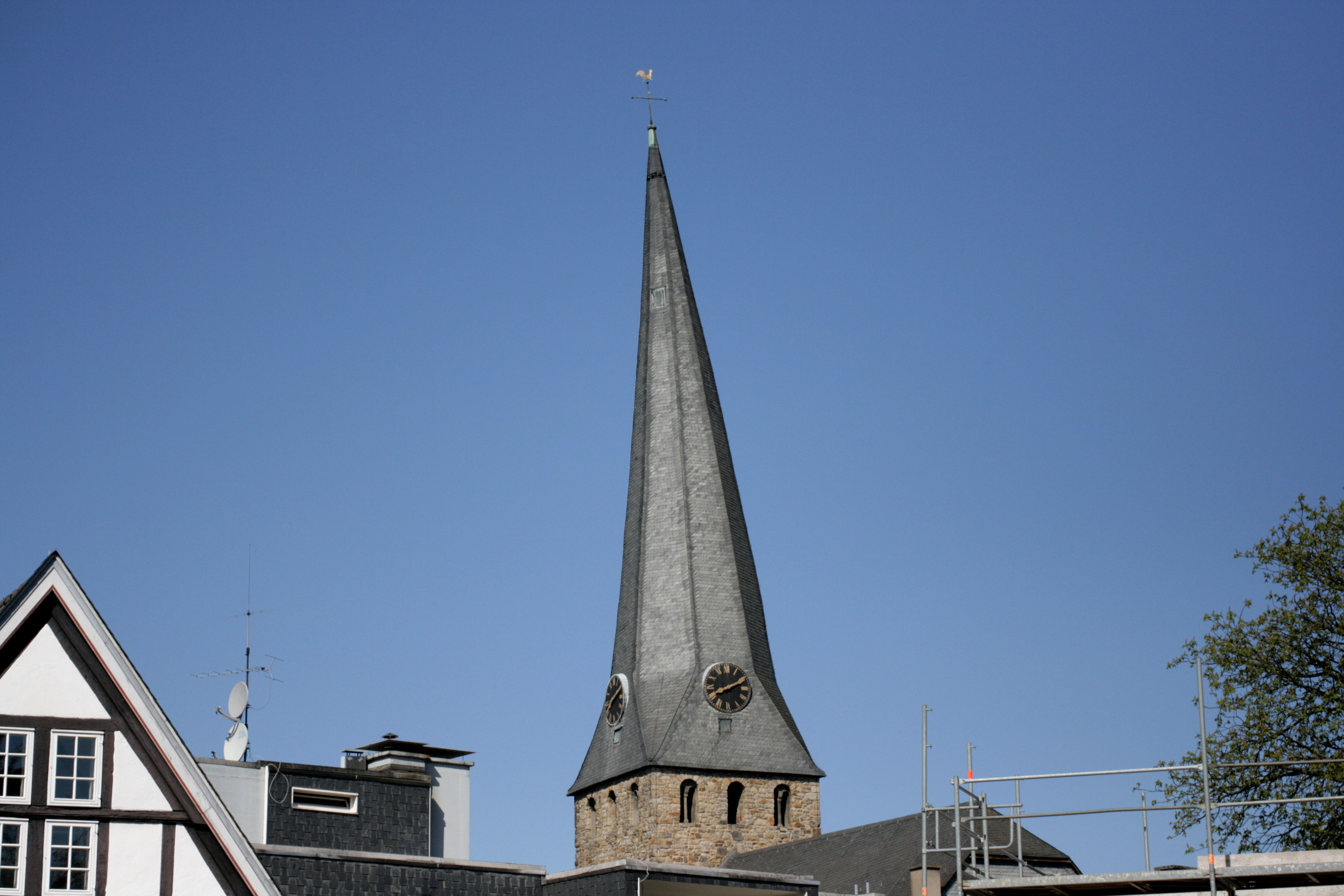
Der verdrehte Turm

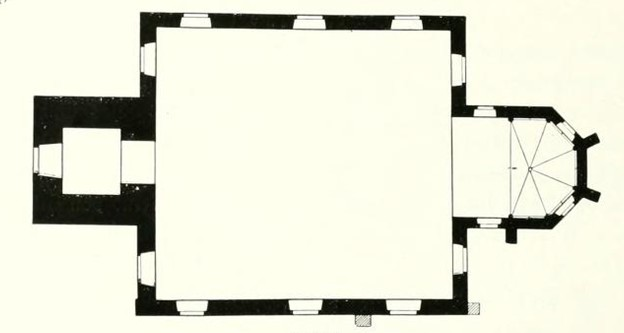
Grundriss 1909

Die evangelische Kirche St. Georg ist ein Kirchengebäude in Hattingen. Sie befindet sich im historischen Stadtkern auf dem Kirchplatz. Die Gemeinde zählt zum Kirchenkreis Hattingen-Witten, Evangelische Kirche von Westfalen.

## Baugeschichte
Die Kirche wurde um 1200 aus Ruhrsandstein neu errichtet. Reste eines romanischen Pfeilersockels und zwei Säulenbasen aus der Zeit nach 820 wurden 1972 bei Grabungen im Kircheninnern entdeckt. Die Kirche war das Zentrum der Ortsentwicklung.
Kriege führten in den Jahren 1424 und 1429 zur Zerstörung Hattingens und der Kirche. Vom Wiederaufbau sind noch gotische Gewölbepfeiler, zugemauerte Spitzbogenfenster, Rippen und der Schlussstein über und hinter dem Orgelgehäuse erhalten. Es handelte sich vermutlich um ein flaches Kreuzgratgewölbe mit drei Schiffen, das von sechs steinernen Pfeilern getragen wurde. Etwa um 1450 war die Wiedererrichtung abgeschlossen.
Als sich 1804 aufgrund der Baufälligkeit ein Stein aus dem Gewölbe löste, mussten die Gottesdienste verlegt werden. In den Jahren 1807 bis 1810 nahm man einen erneuten Umbau vor, bei dem das Gewölbe durch eine Holzbretterdecke ersetzt wurde. Die barocke Ausstattung wurde entfernt. Einige Nischen, Fenster und Durchgänge wurden zugemauert. Die Kirche war ursprünglich verputzt und weiß gekalkt. 1932 wurde der letzte Putz entfernt, so dass diese Stellen heute erkennbar sind. 
Der Kirchturm wurde 1976 neu verschiefert. Er hat einschließlich des Wetterhahns eine Höhe von 56,73 m, wobei der Turm vor 1807 noch höher gewesen sein soll. Der gotische Spitzhelm ist stark nach Südwesten geneigt. Der Zweck der Neigung könnte sein, dass er, falls er aufgrund eines Blitzschlages brennen sollte, nicht auf das Kirchenschiff fallen würde. Der Volksmund spricht aber auch von der Rache eines zu schlecht bezahlten Zimmermanns. Die Kirche mit ihrem verdrehten Turm ist daher in den „Verein der gedrehten Spitztürme Europas“ aufgenommen worden. In Europa sind 90 Türme registriert. 
Die Kirche ist nach Sankt Georg († 303) benannt, der auch das Motiv des Hattinger Stadtwappens darstellt. Nach der Reformation benutzte man den Namen bis ins frühe 20. Jahrhundert jedoch nicht mehr.

## Ausstattung

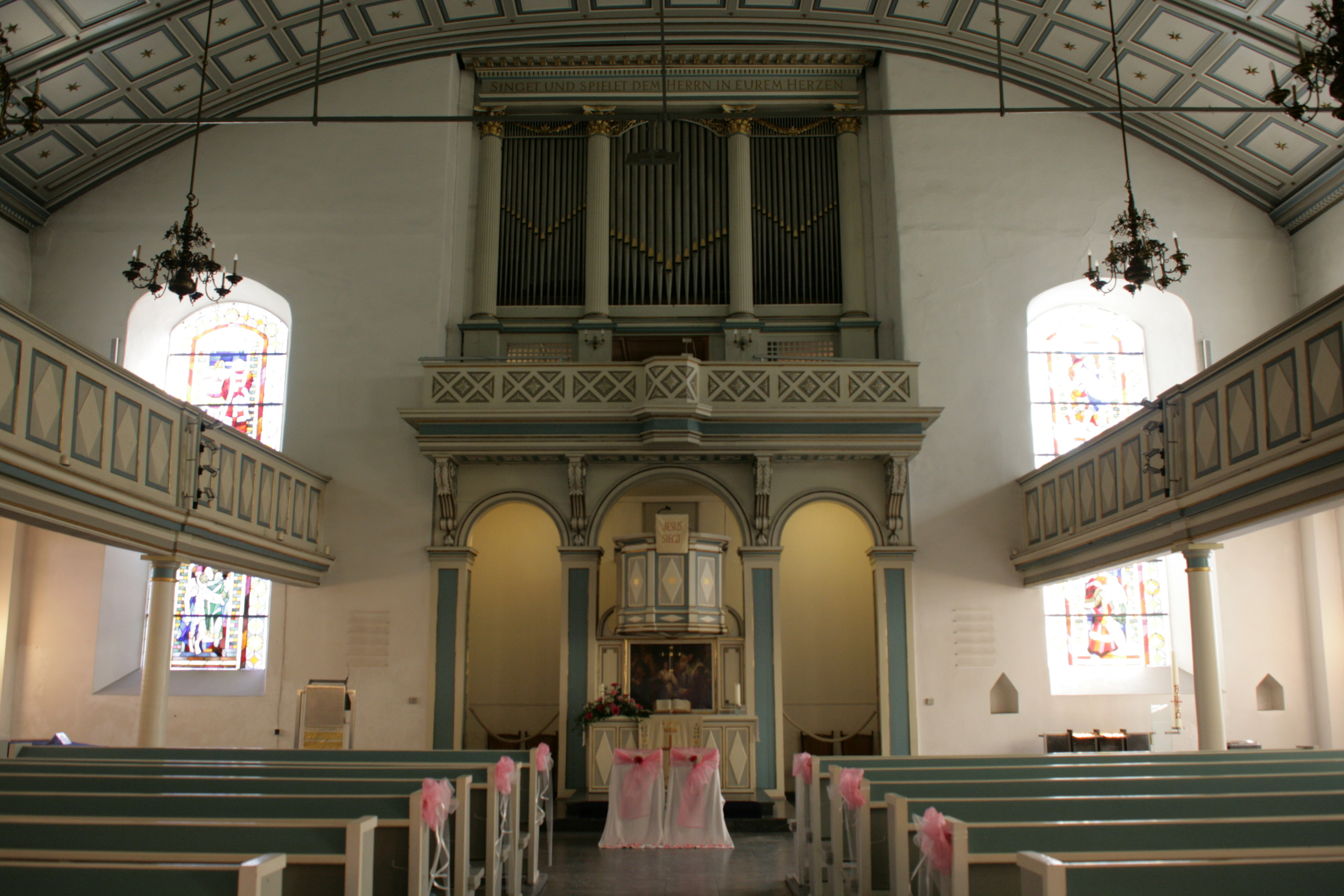
Kirchenschiff mit Kanzelaltar

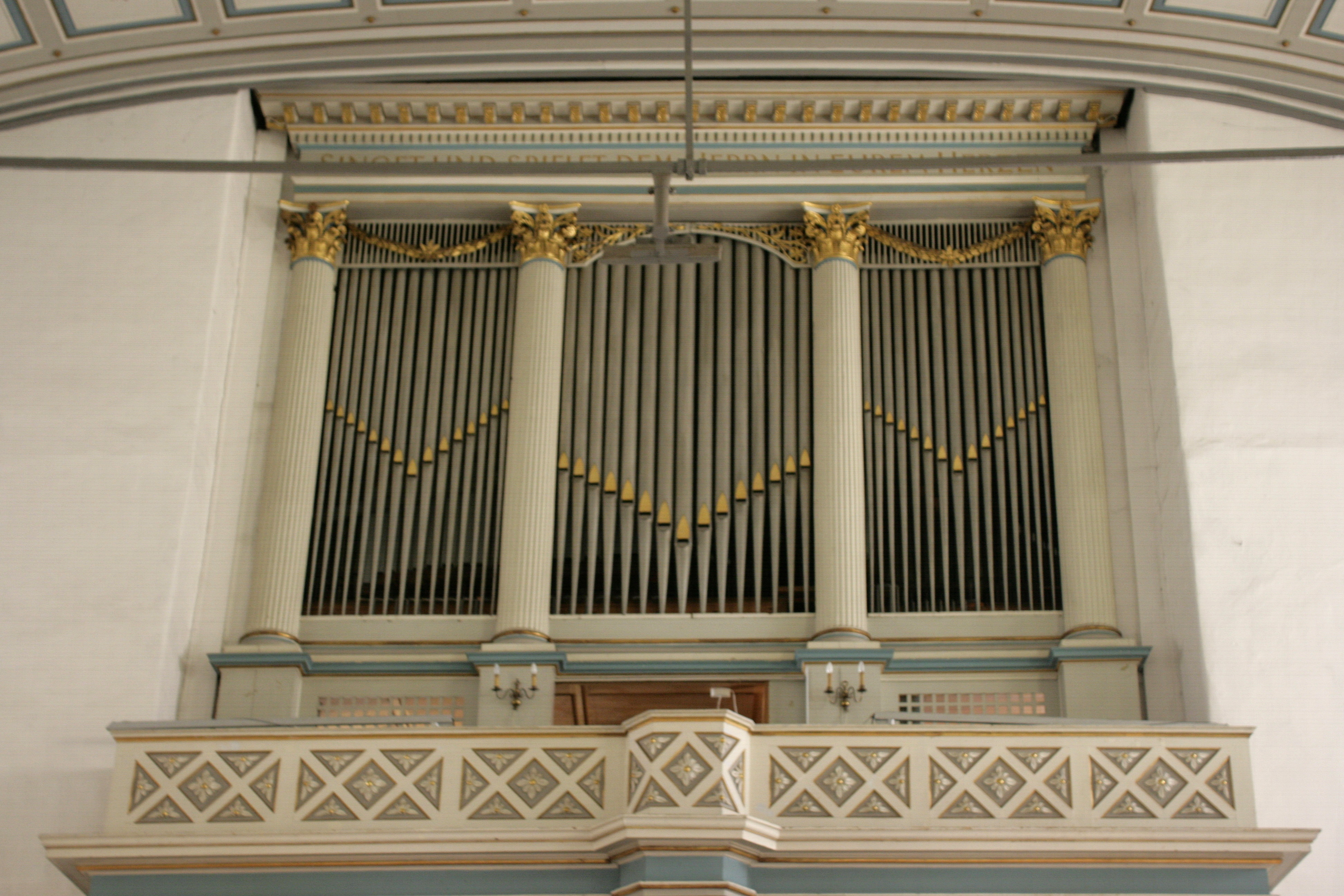
Orgel

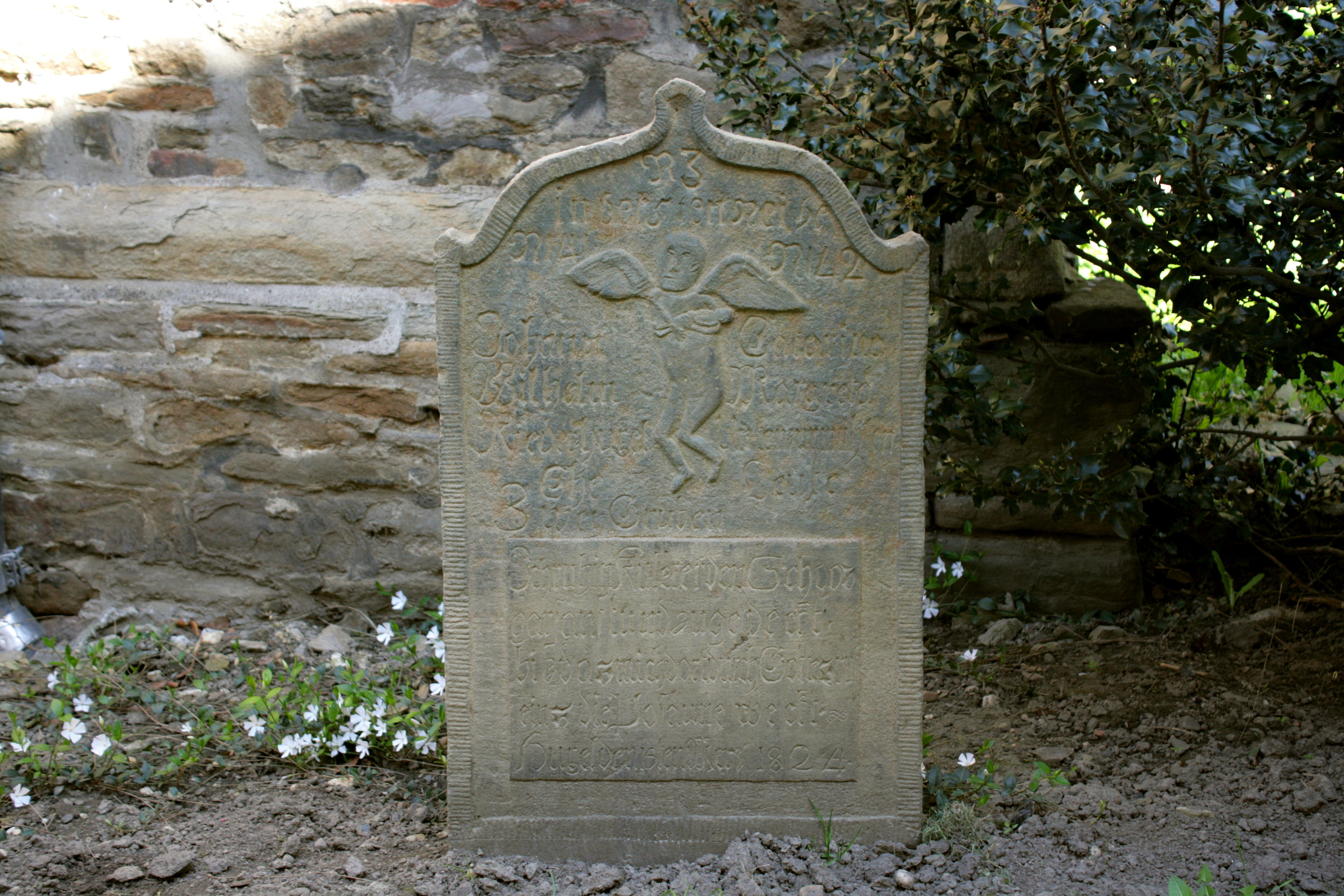
Alter Grabstein

Die zehn Kirchenfenster mit ihren zwanzig biblischen Motiven wurden von Prof. E. Bischoff aus Gelsenkirchen entworfen und ab 1950 eingebaut.
Sehenswert sind die 26 Grabsteine auf der Grünfläche rund um die Kirche als Teil des ehemaligen Kirchhofs. Der älteste Stein stammt aus dem Jahre 1617. Vom 9. Jahrhundert bis zum 31. März 1813 bestattete die Kirchengemeinde Hattingen auf dem Kirchhof ihre Toten. Die letzten Gräber wurden 1848 eingeebnet.
Ein Denkmal erinnert an die Gefallenen des Deutsch-Französischen Krieges.
Außerhalb des Kirchhofs nach Osten hin befand sich das Heilig-Geist-Spital. Da die familiäre Versorgung für Kranke und Alte in den mittelalterlichen Städten nicht so gut war wie auf dem Lande, errichtete der Spitalorden vom Heiligen Geist 1474 auf Spendenbasis ein Spital und Gasthaus, das von zwei Gastmeistern verwaltet wurde. Diese prüften die Bedürftigkeit und hielten arbeitsfähige Bedürftige zur Mitarbeit an. Im Jahre 1780 wurde das Gebäude erneuert und bis 1919 als Armen- und Waisenhaus betrieben. In Hattingen leben heute noch Menschen, die dort als Waise gewohnt haben.

## Orgel
Die Orgel wurde im Jahr 1830 eingebaut und stammt von dem Orgelbauer Christian Roetzel aus Alpe im Bergischen Land.
| I Hauptwerk C– |                |       |   |
| 1.             | Bordun         | 16′   | R |
| 2.             | Prinzipal      | 8′    | H |
| 3.             | Gemshorn       | 8′    | H |
| 4.             | Bordun         | 8′    | R |
| 5.             | Gedackt        | 8′    | R |
| 6.             | Viola di Gamba | 8′    | H |
| 7.             | Kornett IV     |       | H |
| 8.             | Oktave         | 4′    | R |
| 9.             | Flauto dolce   | 4′    | R |
| 10.            | Quinte         | 2 ⁄3′ | R |
| 11.            | Oktave         | 2′    | R |
| 12.            | Mixtur V       |       |   |
| 13.            | Fagott         | 16′   |   |
| 14.            | Trompete       | 8′    |   |

| II Oberwerk C– |                 |       |   |
| 15.            | Prinzipal       | 8′    | H |
| 16.            | Viola d’amour   | 8′    | R |
| 17.            | Gedackt         | 8′    | R |
| 18.            | Oktave          | 4′    | H |
| 19.            | Gedacktflöte    | 4′    | R |
| 20.            | Flauto traverse | 4′    | R |
| 21.            | Quinte          | 2 ⁄3′ | H |
| 22.            | Oktave          | 2′    | H |
| 23.            | Mixtur III      |       | H |
| 24.            | Oboe            | 8′    |   |
|                | Tremulant       |       |   |

| Pedal C– |               |     |   |
| 25.      | Subbaß        | 16′ | R |
| 26.      | Violon        | 16′ | R |
| 27.      | Prinzipal     | 8′  | H |
| 28.      | Oktave        | 4′  |   |
| 29.      | Hintersatz IV |     | H |
| 30.      | Posaune       | 16′ | H |
| 31.      | Trompete      | 4′  |   |

- Koppeln: II/I, I/P, II/P
- Anmerkungen:

R = original erhaltenes Register von Roetzel
H = historisches, aber geändert bzw. erweitert.
Register ohne Bezeichnung sind neu (1960er Jahre)

## Glocken
Die vier Glocken im Turm wurden 1950 eingehängt, nachdem sie vorher den Evangelischen Kirchentag in Essen eingeläutet hatten. Die Glocken sind aus Gussstahl gefertigt und besitzen folgende Inschriften:
- I. (Ton a°, 2.800 kg): „O Land, Land, Land, höre des Herrn Wort.“
- II. (Ton c', 1.900 kg): „Ein feste Burg ist unser Gott.“
- III. (Ton d', 1.350 kg): „Sei getreu bis an den Tod, so will ich dir die Krone des Lebens geben“
- IV. (Ton f', 780 kg): „Johannes der Täufer bin ich genannt. Ich rufe weithin über das Land, dass unser Heiland Jesus Christ der einzige Weg zum Himmel ist.“

Der Viertelschlag der Uhr erfolgt auf den Glocken III und IV (erst III, dann IV), der Stundenschlag auf Glocke I.